# Corinne Hofman

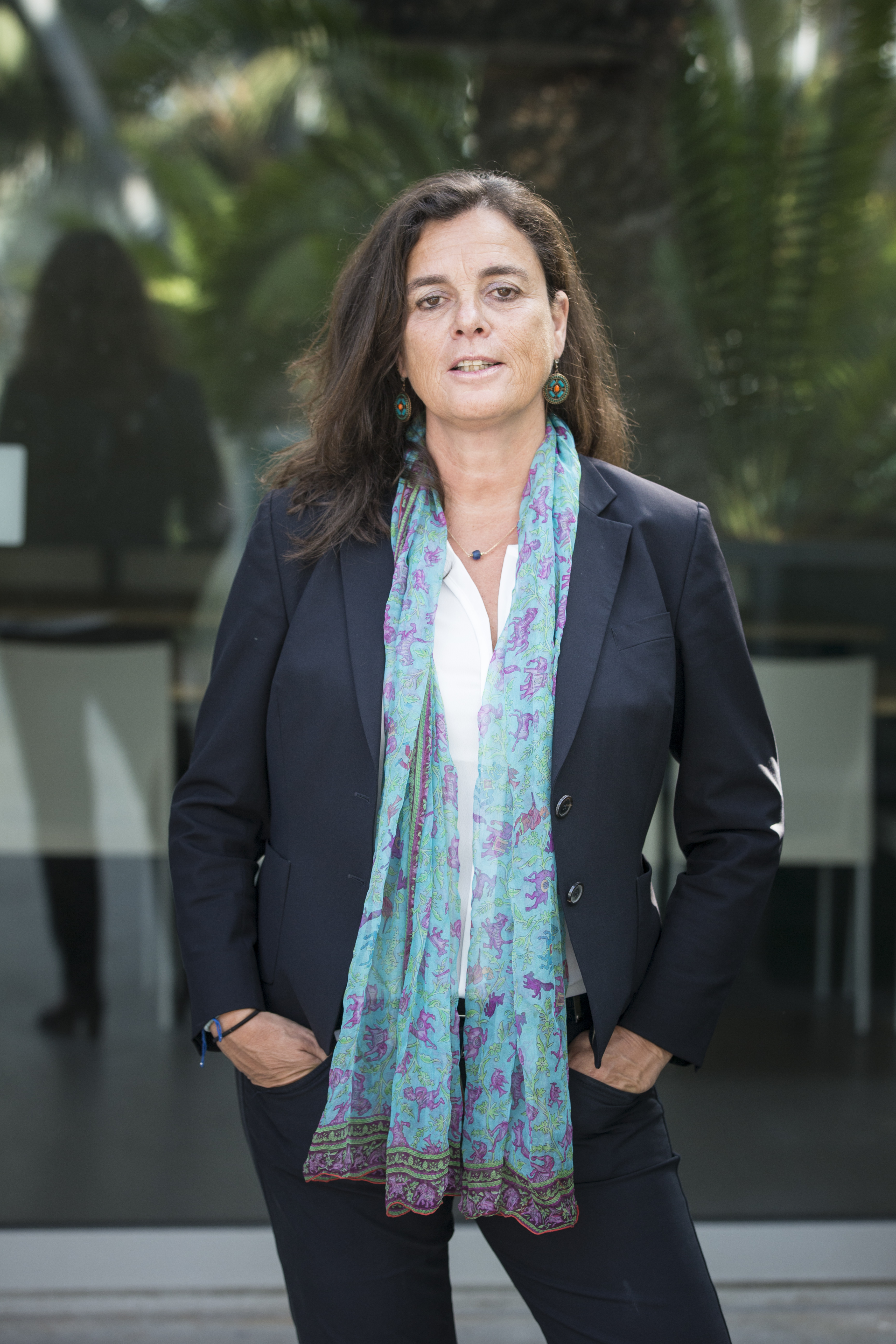
Corinne Hofman (2014)

Corinne Lisette Hofman (* 10. Juli 1959 in Wassenaar) ist eine niederländische Archäologin, die auf die Archäologie der Karibik spezialisiert ist.
Hofman erwarb 1987 ihr Diplom in präkolumbianischer Archäologie an der Universität Leiden und wurde dort 1993 mit einer Arbeit zur präkolumbianischen karibischen Archäologie promoviert (Titel der Dissertation: In Search of the Native Population of pre-Columbian Saba (400-1450 A.D)). Sie lehrte danach in Leiden, wo sie 2007 Professorin für karibische Archäologie wurde. 2013 wurde sie Dekanin der Fakultät für Archäologie in Leiden. Außerdem ist sie seit 2007 Professorin (Affiliate Professor) am Museum of Natural History des Department of Natural History der University of Florida in Gainesville und am Museo del Hombre Dominicano in Santo Domingo.
Für ihre Doktorarbeit grub sie in Saba aus und später teilweise mit Menno Hoogland auf vielen Inseln der Karibik wie St. Lucia, Sint Eustatius, St. Martin (Insel), Antigua (Kleine Antillen), Guadeloupe, Martinique, St. Vincent, Curaçao und der Dominikanischen Republik.
2014 erhielt sie den Spinoza-Preis. 2015 wurde sie Mitglied der Königlich Niederländischen Akademie der Wissenschaften, 2016 der Academia Europaea und 2018 der British Academy.
Corinne Hofman wurde 2024 entlassen.

## Veröffentlichungen (Auswahl)
- mit  A. Bright, A. Boomert, S. Knippenberg: Island Rhythms. The web of social relationships and interaction networks in the pre-Columbian Lesser Antilles. In: Latin American Antiquity , Band 18, 2007, S. 243–268.
- mit M. L. P. Hoogland,  A. L. Van Gijn (Hrsg.): Crossing the borders. New methods and techniques in the study of archaeological materials from the Caribbean. University of Alabama Press, Tuscaloosa 2008.
- mit A. J. Bright (Hrsg.): Mobility and exchange from a pan-Caribbean perspective. Special Publication number 3. Journal of Caribbean archaeology, 2010
- mit A. van Duijvenbode (Hrsg.): Communities in Contact: Essays in archaeology, ethnohistory & ethnography of the Amerindian circum-Caribbean. Sidestone Press, Leiden 2011
- mit W. F. Keegan, R. Rodriguez Ramos (Hrsg.): Oxford Handbook of Caribbean Archeology. Oxford University Press, Oxford 2013
- mit William F. Keegan: The Caribbean before Columbus, Oxford University Press 2017